# Ulrich Stelkens
Ulrich Stelkens (* 1967 in Köln) ist ein deutscher Rechtswissenschaftler. Er ist Professor für Öffentliches Recht an der Deutschen Universität für Verwaltungswissenschaften Speyer. Im Juli 2017 wurde er zum Prorektor der Universität Speyer (Studium und Lehre, Internationale Beziehungen) gewählt, im Juli 2021 wurde er in dieses Amt für weitere vier Jahre wieder gewählt.
Stelkens studierte von 1987 bis 1991 Rechtswissenschaften an der Universität des Saarlandes. Dort studierte er auch französisches Recht; 1989 schloss er dieses Studium mit dem Diplôme d‘Etudes universitaires générales (D.E.U.G.) ab. 1992 und 1995 legte Stelkens seine Erste bzw. Zweite Juristische Staatsprüfung ab. 1997 wurde er an der Universität des Saarlandes mit einer Arbeit zum Verwaltungshaftungsrecht zum Dr. jur. promoviert. 2003 habilitierte er sich ebendort mit einer Arbeit zum Verwaltungsprivatrecht und erhielt die Lehrbefugnis für Staats- und Verwaltungsrecht einschließlich Europarecht, Sozialrecht und Rechtsinformatik. Im Anschluss daran war er von 2004 bis 2007 als Oberassistent am Lehrstuhl für Öffentliches Recht der Universität des Saarlandes tätig. Nach Lehrstuhlvertretungen an der Freien Universität Berlin im Sommersemester 2006 und im Wintersemester 2006/07 nahm Stelkens Ende 2006 einen Ruf an die Deutsche Hochschule für Verwaltungswissenschaften Speyer (seit 2012 umbenannt in Deutsche Universität für Verwaltungswissenschaften Speyer) auf einen Lehrstuhl für Öffentliches Recht, insbesondere Recht der Mehrebenenbeziehungen und Normsetzungslehre an. 2007 wurde er dort zum ordentlichen Universitätsprofessor ernannt. 2010 erhielt Stelkens einen Ruf auf eine Professur für Droit constitutionnel et administratif der Université du Luxembourg, den er aber ablehnte. 2011 wurde sein Lehrstuhl an der Universität Speyer umgewidmet zu einem Lehrstuhl für Öffentliches Recht, insbesondere deutsches und europäisches Verwaltungsrecht.
2007 wurde Stelkens zusammen mit Klaus Grupp für die während seiner Zeit an der Universität des Saarlandes entstandenen Saarheimer Fälle zum Staats- und Verwaltungsrecht mit dem VISU-Förderpreis „Neue Medien in der Lehre“ ausgezeichnet. Als seine Forschungsschwerpunkte werden auf den Webseiten seines Lehrstuhls angegeben: Allgemeines Verwaltungsrecht und Verwaltungsverfahrensrecht, Europäisches Verwaltungsrecht (inklusive Verwaltungsrecht des Europarates), Staatshaftungsrecht, Recht der kommunalen Infrastrukturen, Vergaberecht, Öffentliches Wirtschaftsrecht und Subventionsrecht, Friedhofs- und Bestattungsrecht, Telekommunikationsrecht. Er publiziert auf Deutsch, Englisch und Französisch.
Von 2016 bis 2022 war Stelkens zudem Leiter des Programmbereichs „Europäischer Verwaltungsraum“ am Deutschen Forschungsinstitut für öffentliche Verwaltung Speyer. Seit 2015 bearbeitet er ein von der Deutschen Forschungsgemeinschaft gefördertes Projekt über „Evolution, Content, Functions, Effectiveness, and Enforcement of the Pan-European General Principles of Good Administration of the Council of Europe“.

## Werk (Auswahl)
- Verwaltungshaftungsrecht. Schadensersatzhaftung zwischen Bund, Ländern, Gemeinden, Sozialversicherungsträgern und sonstigen juristischen Personen des öffentlichen Rechts, Berlin 1998, zugl. Diss., Univ. des Saarlandes 1997, ISBN 3-428-09451-4
- Verwaltungsprivatrecht. Zur Privatrechtsbindung der Verwaltung, deren Reichweite und Konsequenzen, Berlin 2005, zugl. Habil.-Schrift, Univ. des Saarlandes 2003, ISBN 3-428-11860-X
- zusammen mit Agnė Andrijauskaitė, Good Administration and the Council of Europe: Law, Principles and Effectiveness, Oxford 2020, ISBN 978-0-19-886153-9